# Catalina Botero
Catalina Botero Marino es una abogada colombiana, nacida el 7 de septiembre de 1965 en Bogotá. Es especialista en derecho constitucional, derecho internacional de los derechos humanos y justicia transicional. 
Es socia fundadora de Dejusticia (Centro de estudios de derecho, justicia y sociedad), una organización no gubernamental destinada a la defensa regional de derechos humanos. Ha sido Relatora Especial para la Libertad de Expresión de la Comisión Interamericana de Derechos Humanos de la Organización de Estados Americanos (2008-2014). Jueza Asociada de la  Corte Constitucional y del Consejo de Estado en Colombia. Decana de la Facultad de Derecho de la Universidad de los Andes (Colombia). 
En mayo de 2020, pasó a formar parte del Consejo de Supervisión (Oversight Board) de Facebook (compañía renombrada ante el público desde octubre de 2021 como Meta).
Catalina es la directora de la Cátedra UNESCO en libertad de expresión en la Universidad de Los Andes; es miembro del panel de transparencia externa del Banco Interamericano de Desarrollo, comisaria de la Comisión Internacional de Juristas y miembro del International Bar Association's Human Rights Institute Council.
Ha sido profesora visitante en el Instituto Max Planck de Derecho Público Comparado y Derecho Internacional (MPIL), profesora adjunta en la Academia de Derechos Humanos de la Universidad Americana y experta asociada de la Iniciativa Global de Libertad de Expresión de la Universidad de Columbia.

## Biografía
Botero es hija de un arquitecto y una ecologista.
Recibió su título como abogada en 1988 en la Universidad de los Andes de Colombia.
Mientras era estudiante, Botero fue líder del Movimiento Séptima papeleta, que abogó por la convocatoria de una Asamblea Nacional Constituyente en Colombia en 1991.
Trabajó durante ocho años en la Corte Constitucional de Colombia como magistrada auxiliar y magistrada encargada de dicha institución. Fue profesora de la Facultad de Derecho de la Universidad de los Andes (de la cual fue nombrada decana en septiembre de 2016), de la Facultad de derecho de la Universidad Externado de Colombia y de la Facultad de Derecho, Ciencias Políticas y Sociales de la Universidad Nacional de Colombia; así mismo, fue docente visitante del Washington College of Law en Estados Unidos y de la Universidad Carlos III de Madrid en España. 
Entre 2008 y 2014, se desempeñó como Relatora Especial para la Libertad de Expresión de la Comisión Interamericana de Derechos Humanos de la Organización de Estados Americanos.
Ha sido autora de libros y artículos publicados en diversos países sobre Derecho Constitucional, Derecho internacional humanitario, Derecho penal internacional, justicia de transición, libertad de expresión, y los derechos de las mujeres y de los pueblos indígenas. Así mismo, ha recibido diferentes premios y condecoraciones a favor de los derechos humanos.

## Estudios
Botero es abogada de la Universidad de los Andes en Colombia, con estudios de postgrado en Gestión Pública y Derecho Administrativo de la misma universidad. Tiene postgrado en Derechos Humanos del Instituto Universitario de Derechos Humanos de la Universidad Complutense de Madrid, España; postgrado en Derecho Constitucional y Ciencia Política del Centro de Estudios Políticos y Constitucionales de Madrid; Diploma de Estudios Avanzados (DEA) de la Universidad Carlos III de Madrid y es candidata a doctorado de la misma universidad.

## Vida profesional

### Magistrada Auxiliar de la Corte Constitucional de Colombia (1992-1993 / 1995-2000 / 2005-2008)
Como Magistrada Auxiliar coordinó el trabajo de un equipo de abogados de la Corte y proyectó importantes decisiones judiciales relacionadas con derechos humanos, derecho penal e incorporación del derecho internacional de los derechos humanos, derecho penal internacional y derecho internacional humanitario al derecho interno.
En el año 2007 fue elegida por los jueces como Magistrada Encargada de la Corte.

### Asesora especial del procurador general de la Nación de Colombia (1994- 1995)
Botero Marino trabajó con casos de violaciones de derechos humanos cometidas por los altos funcionarios estatales así como la protección de derechos humanos de las personas privadas de libertad.

### Directora de Divulgación y Promoción de Derechos Humanos de la Defensoría del Pueblo de Colombia (2002- 2003)
Diseñó el plan estratégico de Prevención y Protección de derechos humanos de la institución así como las políticas nacionales de divulgación y promoción para funcionarios públicos, periodistas, organizaciones civiles y víctimas de violaciones de derechos humanos.

### Directora de la Oficina de Derechos Humanos y Derecho Internacional Humanitario de la Fundación Social (2003- 2005)
Participó en la elaboración de múltiples documentos y publicaciones sobre los derechos de las víctimas de violaciones masivas de derechos humanos en procesos de justicia transicional, aplicación del derecho penal internacional y el derecho internacional humanitario en dichos procesos.

### Socia fundadora del Centro de Estudios de Derecho Justicia y Sociedad (DeJusticia-Colombia) (2004)
En su calidad de socia y fundadora de DeJusticia (ONG que vela por los Derechos Humanos en las Américas) publicó investigaciones sobre diversos asuntos de derechos humanos, entre ellos, derecho penal internacional, protección de víctimas de violaciones masivas y sistemáticas de derechos humanos y libertad de expresión. 
Del mismo modo desde el Centro de Estudios ha realizado talleres y cursos para periodistas.

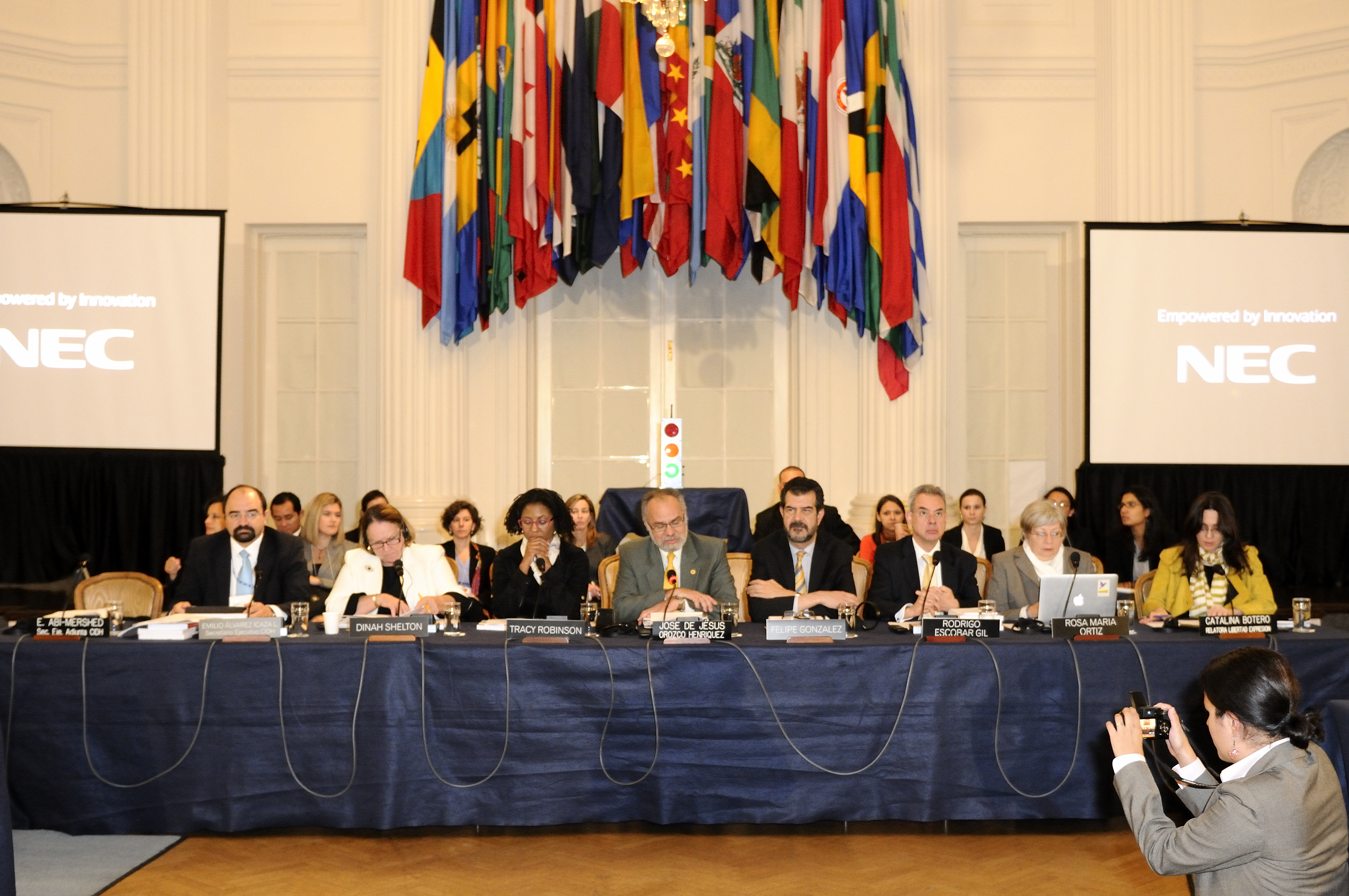
Catalina Botero, participando en una audiencia ante la sociedad civil sobre el fortalecimiento del Sistema Interamericano de Derechos Humanos en el año 2012, en Washington D. C.

### Relatora Especial de la CIDH (2008-2014)
La Comisión Interamericana de Derechos Humanos (CIDH) eligió a Botero como Relatora Especial para la Libertad de Expresión el 21 de julio de 2007. Asumió el cargo en julio de 2008.
En calidad de Relatora Especial de Libertad de Expresión de la Comisión Interamericana de Derechos Humanos de la Organización de los Estados Americanos, se encargó de litigar los casos en materia de libertad de expresión que han llegado a la CIDH. De igual forma, elaboró y publicó el Informe Anual del estado de la libertad de expresión en la Región, el cual es entregado a los órganos políticos de la OEA.
Desde su cargo, cooperó con otros instrumentos o mandatos especiales regionales o universales en materia de libertad de expresión, desarrollando estándares internacionales o creando alertas sobre problemáticas de interés global como la Oficina del Relator Especial de las Naciones Unidas para la Libertad de Opinión y de Expresión; la Oficina de la Representante para la Libertad de los Medios de Comunicación de la Organización para la Seguridad y la Cooperación en Europa (OSCE), y la Relatoría Especial sobre Libertad de Expresión y Acceso a la Información de la Comisión Africana de Derechos Humanos y de los Pueblos (CADHP).
En 2011, Botero escribió un artículo titulado “Libertad de Expresión en las Américas” en el que observó que mientras las dictaduras militares latinoamericanas habían dado paso, en gran parte, a la democracia, una "cultura del secreto" permaneció en el lugar, al igual que “leyes de prensa restrictivas. Afirma que la región se enfrenta a una serie de importantes desafíos, incluyendo la protección de los periodistas, la despenalización de los actos de habla, el acceso a la información, la censura directa e indirecta, y el pluralismo y la diversidad en el debate público. 
En 2012, después de que Botero criticó los ataques contra la libertad de expresión realizados por el presidente ecuatoriano Rafael Correa, este último se unió al presidente venezolano Hugo Chávez a sus ataques a la Comisión Interamericana de Derechos Humanos y, en particular, hacia la Relatoría Especial para la Libertad de Expresión.
El 22 de marzo de 2013, el diario El Comercio de Perú informó que Botero había expresado su preocupación por las restricciones a la comisión y su financiación que había sido propuesta por Ecuador, diciendo que debería tener "un fondo permanente... que permitiría a la comisión para cumplir plenamente todas sus responsabilidades". De lo contrario, advirtió, la oficina del Relator Especial tendría que ser cerrada.

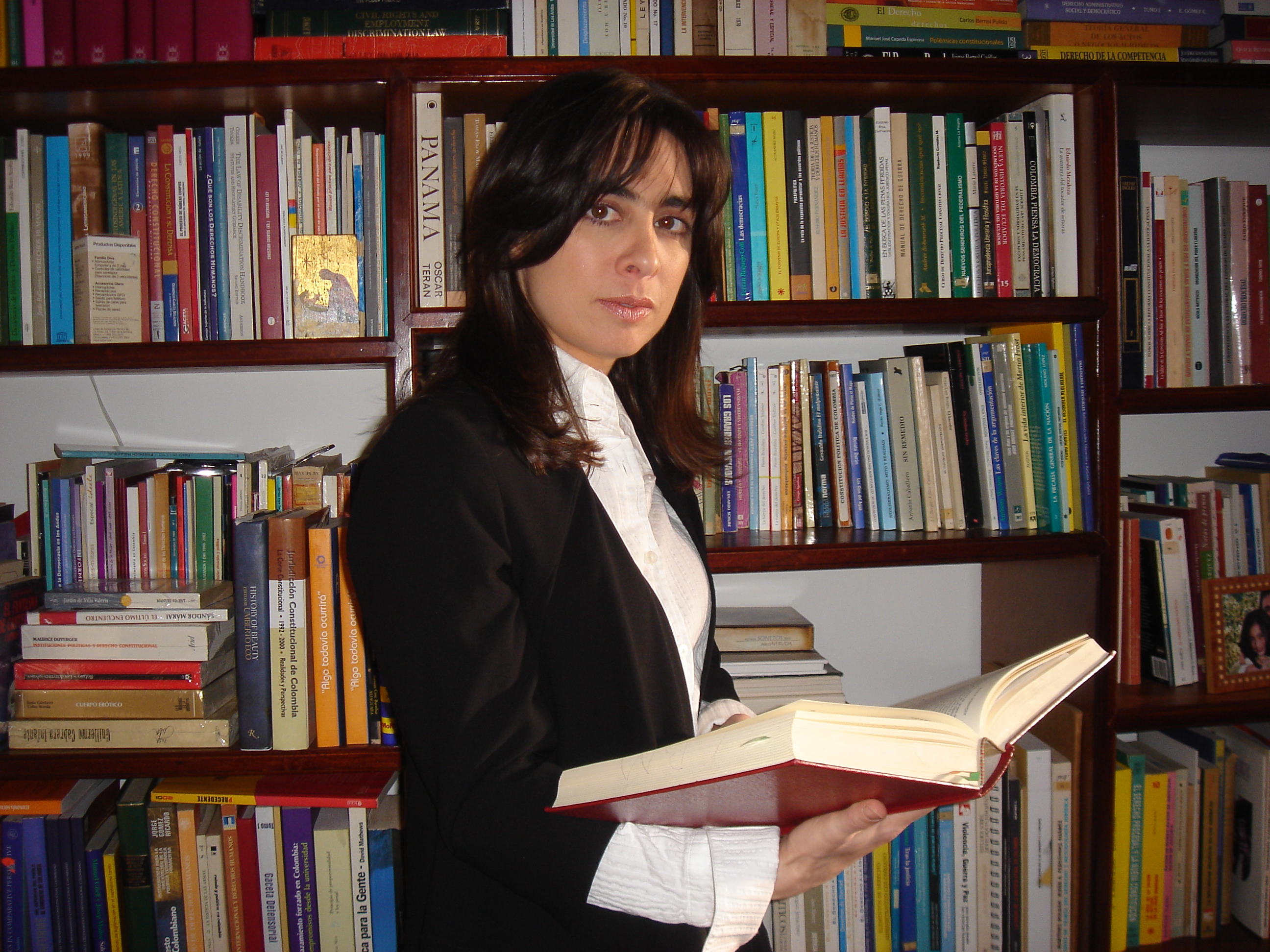
Catalina Botero (2014)

## Libros y publicaciones
Además de ser autora de diversas publicaciones institucionales y artículos para medios de comunicación, ha realizado textos académicos tomando como tema de análisis los Derechos Humanos. Dentro de su material más destacado se encuentra:
- 2014- Avances jurisprudenciales y desafíos persistentes para la libertad de expresión en las Américas (Cap. 1). Libertad de expresión y censura en todo el Globo. Editado con Péter Molnár (Publicación en proceso, 2014).

- 2013-  O Direito de Acceso a Informacao relativa a Violacoes em Massa de Direitos Humanos (Cap. 1) . Acceso a Informaçao e Direitos Humanos. (Ministerio de Justicia de Brasil, 2013)

- 2011 - Diversidad, pluralismo y libertad de expresión]. Libertad de Expresión y Radiodifusión. Libertad de información, democracia y control judicial: la jurisprudencia constitucional colombiana en perspectiva comparada (Caps. 1, 2 y 3). Libertad de expresión: debates, alcances y nueva agenda.  Editado con, Ávila, M, Ávila, R & Gómez, G. (Ecuador, 2011)

- 2011 - Problemas persistentes y desafíos emergentes en materia de libertad de expresión en las Américas (Cap. 3). El Derecho en América Latina. Un mapa para el pensamiento jurídico del siglo XXI. (Argentina, 2011).

- 2009 - La acción de tutela en Colombia: Ajustes necesarios y cautelas indispensables (Cap. 1). La Reforma del Proceso de Amparo: experiencias comparadas. Editado con, Pérez, P & Abad, S.  (Perú, 2009).

- Jurisdicción indígena y multiculturalismo. En “Multiculturalismo y jurisdicción indígena (Cap. 1). Entre derecho, costumbre y jurisdicción indígena en América Latina. ( Centro de Estudios Políticos y Constitucionales, España).

- 2008 - El Sistema de los derechos: Guía práctica del Sistema Internacional de Protección de los Derechos Humanos. (Colombia, 2008)

- El conflicto de las altas cortes colombianas en torno a la tutela contra sentencias (Cap. 1). Tendencias actuales del Derecho Constitucional. Con Jesús María Casal H. et al. (Venezuela)

- 2005 - Libertad de prensa y derechos fundamentales. (Colombia, 2005)

- La acción de tutela en el ordenamiento constitucional colombiano. (Colombia)

- 2006 - Una visión panorámica: El conflicto de las altas cortes colombianas en torno a la tutela contra sentencias (Cap. 1). Tutela contra secuencias: documentos para el debate.  (Colombia, 2006)

- 2006 - Estándares internacionales y procesos de transición en Colombia (Cap. 1). ¿Justicia Transicional sin transición? Verdad, justicia y reparación para Colombia. (Colombia, 2006)

- El conflicto de las altas cortes colombianas en torno a la tutela contra sentencias. (Colombia)

- 2005 -  El control de constitucionalidad de las sentencias en Colombia (Cap. 1). La protección judicial de los derechos fundamentales en Brasil, España y Colombia. (España, 2005).

- 2005 -  Estándares Internacionales y Procesos de Transición en Colombia (Cap. 1). Entre el perdón y el paredón: Preguntas y dilemas de la justicia transicional. (Bogotá, 2005).

- 2004 - Economía social de mercado y tratados de libre comercio en Colombia. (Colombia, 2004)

- El preámbulo de la constitución de Colombia en “El valor normativo del preámbulo de la Constitución”. Los preámbulos constitucionales en Iberoamérica. (España).

- Los derechos constitucionales de los jóvenes. (Colombia).

- Sexualidad y educación en la Constitución Política. (Colombia).

- 1991 - Constitución Política Comentada. (Colombia, 1991).

## Premios y condecoraciones
- 2005 - Elegida por la Revista Semana de Colombia como una de los 40 líderes menores de 40 años en Colombia.[11]

- 2012 - Seleccionada por la Fundación Fundarte y La Marca Colombia como una de los 100 colombianos más prominentes en el exterior.[12]

- 2012 - Elegida por la Revista Semana de Colombia y La Fundación Libertad y Democracia, como uno de los líderes de Colombia en el 2012.[13]

- 2013 - Elegida por el Grupo de Diarios América (GDA), como una de las 5 figuras más prominentes de la región.[14]

- 2014 - Elegida por la Revista Semana de Colombia, como una de las mejores líderes de Colombia.[15]

- 2014 - Elegida por la Asociación Nacional de Periódicos “Associação Nacional de Jornais” (ANJ) de Brasil, para el Premio ANJ de la Libertad de Prensa (Prêmio ANJ de Liberdade de Imprensa).[16]

- 2015- Elegida por la Sociedad Interamericana de Prensa (SIP), para el Gran Premio Chapultepec 2015.[17]